# Karel Palivec
Karel Palivec (* 18. května 1935) je bývalý český fotbalový útočník. Pochází z Prahy. 

## Fotbalová kariéra
V československé lize hrál za Dynamo Žilina a Baník Ostrava. Nastoupil ve 33 ligových utkáních a dal 9 gólů. V nižších soutěžích hrál také za Chemosvit Svit.

## Ligová bilance
| Ročník                                   | Zápasy | Góly | Minuty | Klub           |
| ---------------------------------------- | ------ | ---- | ------ | -------------- |
| 1. československá fotbalová liga 1958/59 | 17     | 6    | –      | Dynamo Žilina  |
| 1. československá fotbalová liga 1961/62 | 5      | 0    | –      | Baník Ostrava  |
| 1. československá fotbalová liga 1962/63 | 8      | 1    | 508    | Baník Ostrava  |
| 1. československá fotbalová liga 1966/67 | 3      | 2    | 268    | Jednota Žilina |
| CELKEM                                   | –      | 9    | –      |                |